# Nord de Goiás
Le nord de Goiás est l'une des 5 mésorégions de l'État de Goiás. Elle regroupe 27 municipalités groupées en 2 microrégions.

## Données
La région compte 305 386 habitants pour 56 509 km2.

## Microrégions
La mésorégion du nord de Goiás est subdivisée en 2 microrégions:
- Chapada dos Veadeiros
- Porangatu